# Definitorium
Definitorium – doradcze kolegium ministra prowincjalnego (prowincjała) w niektórych zakonach męskich, np. u franciszkanów. Składa się zazwyczaj z kilku członów tej samej prowincji zakonnej, którzy złożyli profesję wieczystą. Członkowie definitorium zwykle nazywani są definitorami lub dyskretami. Tą samą nazwą bywa określane cykliczne zebranie członków rady.